# Franz Rutzen
Franz Philipp Rutzen (* 28. Dezember 1933 in Mainz) ist ein deutscher Verleger.

## Leben
Franz Rutzen absolvierte eine Lehre als Setzer und Drucker und studierte an der Universität Mainz Volkswirtschaftslehre und wurde 1953 Mitglied des Corps Borussia Greifswald (damals in Mainz). Er beendete 1956 sein Studium an der Universität Hamburg mit dem Diplomexamen als Volkswirt. Seit 1960 leitete er den Verlag Philipp von Zabern in seiner Geburtsstadt Mainz und baute ihn in den nächsten Jahren zum führenden Verlag im Bereich der Archäologie weltweit aus. 2001 ging er in den Ruhestand, um ab 2004 doch wieder Bücher im eigenen Verlag Franz Philipp Rutzen zu verlegen. Mit seiner Frau gründete er die Franz-und-Eva-Rutzen-Stiftung. Wegen seiner Verdienste um die Archäologie wurde Rutzen 2002 Ehrenmitglied des Deutschen Archäologischen Instituts. 2004 erhielt Rutzen die Winckelmann-Medaille der Stadt Stendal. Zum 1. Januar 2017 schloss Rutzen seinen Verlag.